# Le Plessis-Dorin
Le Plessis-Dorin és un municipi francès, situat al departament del Loir i Cher i a la regió de Centre – Vall del Loira. L'any 2007 tenia 189 habitants.

## Demografia

### Població
El 2007 la població de fet de Le Plessis-Dorin era de 189 persones. Hi havia 88 famílies, de les quals 32 eren unipersonals (20 homes vivint sols i 12 dones vivint soles), 44 parelles sense fills i 12 parelles amb fills.
La població ha evolucionat segons el següent gràfic:
Habitants censats

### Habitatges
El 2007 hi havia 196 habitatges, 97 eren l'habitatge principal de la família, 71 eren segones residències i 28 estaven desocupats. 192 eren cases i 3 eren apartaments. Dels 97 habitatges principals, 82 estaven ocupats pels seus propietaris, 13 estaven llogats i ocupats pels llogaters i 2 estaven cedits a títol gratuït; 1 tenia una cambra, 11 en tenien dues, 26 en tenien tres, 21 en tenien quatre i 37 en tenien cinc o més. 72 habitatges disposaven pel capbaix d'una plaça de pàrquing. A 56 habitatges hi havia un automòbil i a 33 n'hi havia dos o més.

### Piràmide de població
La piràmide de població per edats i sexe el 2009 era:
| Homes | Edats   | Dones |
| ----- | ------- | ----- |
| 0     | 95 o +  | 4     |
| 0     | 90 a 94 | 0     |
| 0     | 85 a 89 | 0     |
| 4     | 80 a 84 | 8     |
| 4     | 75 a 79 | 0     |
| 12    | 70 a 74 | 0     |
| 12    | 65 a 69 | 16    |
| 8     | 60 a 64 | 12    |
| 4     | 55 a 59 | 4     |
| 0     | 50 a 54 | 12    |
| 4     | 45 a 49 | 4     |
| 0     | 40 a 44 | 0     |
| 0     | 35 a 39 | 0     |
| 16    | 30 a 34 | 8     |
| 12    | 25 a 29 | 8     |
| 4     | 20 a 24 | 4     |
| 0     | 15 a 19 | 0     |
| 8     | 10 a 14 | 0     |
| 0     | 5 a 9   | 0     |
| 8     | 0 a 4   | 4     |

## Economia
El 2007 la població en edat de treballar era de 111 persones, 73 eren actives i 38 eren inactives. De les 73 persones actives 64 estaven ocupades (37 homes i 27 dones) i 9 estaven aturades (5 homes i 4 dones). De les 38 persones inactives 21 estaven jubilades, 2 estaven estudiant i 15 estaven classificades com a «altres inactius».

### Ingressos
El 2009 a Le Plessis-Dorin hi havia 91 unitats fiscals que integraven 173,5 persones, la mediana anual d'ingressos fiscals per persona era de 18.759 €.

### Activitats econòmiques
Dels 9 establiments que hi havia el 2007, 1 era d'una empresa alimentària, 1 d'una empresa de fabricació d'altres productes industrials, 2 d'empreses de construcció, 1 d'una empresa de comerç i reparació d'automòbils, 2 d'empreses d'hostatgeria i restauració, 1 d'una empresa financera i 1 d'una empresa de serveis.
Dels 4 establiments de servei als particulars que hi havia el 2009, 1 era una oficina bancària, 1 fusteria, 1 lampisteria i 1 restaurant.
L'any 2000 a Le Plessis-Dorin hi havia 13 explotacions agrícoles que ocupaven un total de 730 hectàrees.

## Poblacions més properes
El següent diagrama mostra les poblacions més properes.